# Puncturella noachina
Puncturella noachina är en snäckart som först beskrevs av Carl von Linné 1771.  Puncturella noachina ingår i släktet Puncturella och familjen nyckelhålssnäckor. Enligt den svenska rödlistan är arten otillräckligt studerad i Sverige. Arten förekommer i Götaland. Artens livsmiljö är havet. Inga underarter finns listade i Catalogue of Life.